# Isterberg
Isterberg là một đô thị thuộc bang Niedersachsen. Đô thị này thuộc huyện Grafschaft Bentheim và ra đời thập kỷ 1970 thông qua việc hợp nhất các cộng đồng Wengsel và Neerlage. Đô thị này nằm giữa Bad Bentheim và Nordhorn và thuộc Cộng đồng chung (Samtgemeinde) Schüttorf.